# オレクサンドル・シルスキー
オレクサンドル・スタニスラーヴォヴィチ・シルスキー（ウクライナ語: Олекса́ндр Станісла́вович Си́рський, ラテン文字転写: Oleksandr Stanislavovych Syrskyi、ロシア語: Алекса́ндр Станисла́вович Сы́рский, ラテン文字転写: Alexander Stanislavovich Syrsky アレクサンドル・スタニスラヴォヴィチ・シルスキー; 1965年7月26日 - ）は、ロシア・ヴラジーミル州出身のウクライナの軍人。2024年2月8日からウクライナ軍総司令官。ウクライナ英雄称号。2019年5月6日から8月5日までウクライナ統合軍事作戦司令官、2019年8月5日から2024年2月11日までウクライナ陸軍司令官を務めた。

## 経歴

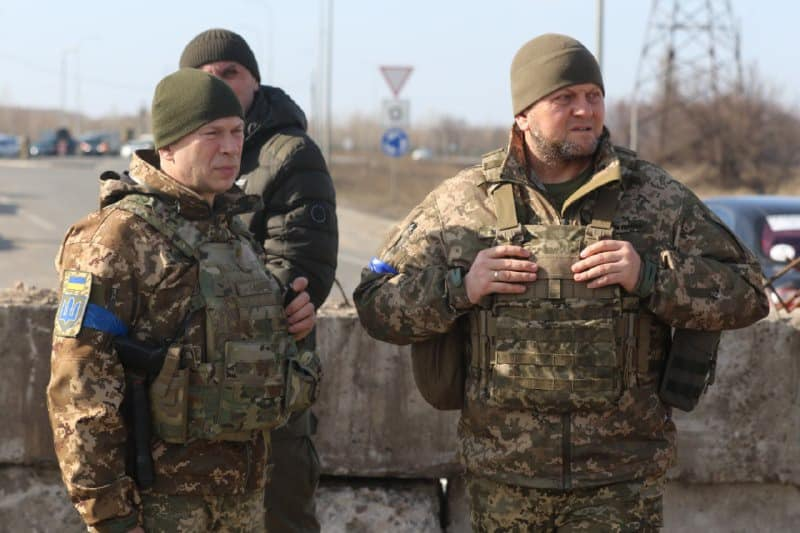
キーウの戦況を視察する、シルスキー大将（左）とザルジニー総司令官（右）（2022年）

1965年にソビエト連邦ロシア・ソビエト連邦社会主義共和国のヴラジーミル州ノヴィンキに生まれる。モスクワのモスクワ高等軍事学校を卒業。1980年にウクライナ・ソビエト社会主義共和国に移住。1991年までソ連軍人としてチェコスロバキア（現在のチェコとスロバキア）、アフガニスタン、タジキスタンに駐留。
ドンバス戦争において、対テロ作戦参謀長を務めた。
2015年1月のドネツィク州のデバルツェボの戦いでは、ブーレヒルスクでの戦闘を指揮したほか、奪還に失敗したログビノフの戦闘にも関与していた。また、デバルツェボ撤退戦の調整を行った。
デバルツェボの戦いでの功績が評価され、3等ボフダン・フメリニツキー勲章を授与され、中将に昇進した。
2019年5月6日から8月5日までウクライナ統合軍事作戦司令官を務め、8月5日から第10代ウクライナ陸軍司令官となった。
2020年8月23日に大将（ウクライナ語: Генерал-полковник）に昇任した。同年10月1日に菱形4つ星の階級章を持つ大将（ウクライナ語: Генерал-полковник）の階級が廃止され、直列4つ星の階級章を持つ大将（ウクライナ語: Генерал）に改められたが、それ以前に大将に昇任していたシルスキーは旧大将の階級章を継続して着用する。
2022年のロシアによるウクライナ侵攻ではキーウ防衛戦での功績により2等ボフダン・フメリニツキー勲章を授与され、9月の東部反攻作戦の指揮を執り、作戦を成功に導いた。2023年5月30日にはロシア内務省よりヴァレリー・ザルジニー軍総司令官らとともに指名手配リストに加えられたことが発表された。
2024年2月8日、前任のザルジニー将軍の解任に伴い、ウクライナ軍総司令官に就任した。

## 家族
ロシアのウラジミール出身でロシア語を母語とするロシア系ウクライナ人。両親や親戚はロシア在住でロシア国籍を持つ。父親はロシアの退役軍人であり、また兄弟もロシアに住んでいる。2019年にロシア在住の両親はウクライナでは禁止されているゲオルギーリボンをつけて行進する等ロシア愛国者であり、親子や兄弟間で対立関係にある。

## 栄典
- ウクライナ英雄 - 2022年4月6日[3]
- 2等ボフダン・フメリニツキー勲章 - 2022年3月18日[19]
- 3等ボフダーン・フメリニツキー勲章 - 2015年3月14日[20]
- 軍事功労十字章 - 2022年7月27日[21]